# Hôtel de ville d'Ath
L’hôtel de ville d'Ath, de style baroque a été construit de 1616 à 1624 sur les plans de l'architecte Wenceslas Cobergher. Après maintes restaurations, il fut démonté et reconstruit à l'identique de 1980 à 1983. Il abrite la salle du conseil communal. On y célèbre les mariages. Il est le cadre d'expositions artistiques. Dans les greniers, se trouve le Musée national des jeux de paume.

## Le projet
C'est le 7 avril 1614 que le Conseil de Ville décide de faire reconstruire la « Maison de Ville ». Le bourgmestre Jean Zuallart fait appel l'architecte d'Albert et Isabelle, Wenceslas Cobergher. Ce dernier a déjà réalisé les églises du Béguinage et des Carmélites de Bruxelles, celles des Augustins à Anvers et de la basilique Notre-Dame de Montaigu. On lui doit aussi les bâtiments des Monts-de-Piété de Bruxelles, Anvers, Tournai, Mons, Namur et Berghes. En fait, Coberger ne dessine que la façade de l'Hôtel de Ville d'Ath.

## La construction
Les travaux débutent en juin 1614. La conduite des travaux est confiée à son substitut, un jeune Allemand nommé Somer, simple sculpteur chargé de la réalisation des modèles en bois destinés aux tailleurs de pierre. Son inexpérience a des conséquences néfastes sur la construction de l'édifice. En 1617, on ajoute les pignons et les deux corps, l'un à deux étages, l'autre à trois. La sous-estimation des coûts entraîne l'utilisation de matériaux plus fragiles.

## Restaurations
En 1714, le dôme qui surmonte la façade est démoli. En 1826, les colonnes encadrant l'entrée et le balcon sont remplacées. La principale restauration du XIXe siècle est entreprise par Jean-Baptiste Mottrie en 1861 et terminée par son fils Jean-Baptiste-Désiré. Les travaux, finalisés en 1863, concernent le remplacement de pierres en façade, la salle des pas-perdus et le perron. 
Le bâtiment continue de se dégrader. Il est classé par arrêté royal du 2 décembre 1959. C'est en 1980 que débute la restauration la plus importante. Les façades sont démontées pierre par pierre et l'intérieur est arasé. La tour d'escalier à l'arrière est la seule partie conservée. On coule une ossature de béton et on reconstruit le tout à l'identique. Les pierres de la façade sont trop dégradées et remplacées par des blocs similaires taillés dans la tradition par une entreprise de Maffle.

## Description
La façade avant (vers la Grand-Place) est entièrement réalisée en pierre de taille, provenant à l'origine des carrières d'Arquennes, Feluy et Écaussinnes. Elle s'élève sur deux niveaux. Le frontispice est d'inspiration baroque et s'inspire des modèles que Coberger a pu étudier en Italie. La façade arrière est sobre, en briques. Elle comprend trois niveaux. Le pignon oriental est formé d'une succession de volutes précédant un fronton. Le pignon occidental n'a jamais été réalisé. La tour, également en brique, accueille un escalier qui dessert les étages. En 1774, on lui ajoute un niveau pour abriter la cloche communale. 
On entre dans la cour par une porte cochère, probablement du XVIe siècle. Le pavage est caractérisé par un dessin en brique représentant la croix des chevaliers du Saint-Sépulcre et rappelant le pèlerinage, en 1601, de Jean Zuallart à Jérusalem.
La salle des pas-perdus est ornée d'un escalier monumental en pierre. La grand salon (qui sert de salle des mariages et du conseil communal), provient de l'abbaye Notre-Dame du Refuge, située rue de Gand. On y voit des œuvres d'artistes locaux, Henri Hanneton (1823-1911) et Édouard Debruxelles (1835-1871) ainsi que des portraits de Léopold 1er et de personnalités athoises comme Eugène Defacq ou Jean-Baptiste Delescluse.